# Dự án Đại học Toàn cầu
Dự án Đại học Toàn cầu (スーパーグローバル大学創成支援 (Sūpā gurōbaru daigaku sōsei shien)) là một chương trình được tài trợ bởi chính phủ Nhật Bản, bắt đầu từ năm 2014. Dự án này nhắm đến việc cải thiện chất lượng toàn cầu hoá của các trường đại học công lập và tư thục ở Nhật, sao cho sinh viên ra trường có thể "hoạt động trên trường quốc tế" 

## Lịch sử
Vào năm 2009, Bộ Giáo dục, Văn hoá, Thể thao, Khoa học và Công nghệ Nhật Bản bắt đầu một dự án để khuyến khích sinh viên quốc tế đến học tại các trường đại học ở Nhật. Dự án này được gọi là Global 30. 13 trường đại học đã tham gia vào dự án với việc soạn ra các chương trình đại học chỉ dùng tiếng Anh. Người ta thấy rằng các chương trình tiếng Anh sẽ khuyến khích sinh viên quốc tế đến Nhật. Sinh viên cũng có thể chọn học thêm tiếng Nhật, nhưng không bắt buộc. Dự án Global 30 kết thúc vào năm 2014 và được thay thế bằng dự án Đại học Toàn cầu.

## Chương trình
Dự án Đại học Toàn cầu được khởi xướng bởi thủ tướng đương nhiệm Shinzo Abe, người muốn thấy nhiều trường đại học Nhật Bản hơn hiện diện trong top 100 của thế giới.  Theo Martin Ince của QS World University Rankings, Thủ tướng Abe đã tuyên bố “số lượng sinh viên quốc tế tại một trường đại học sẽ quyết định sự thành công của nó”
Dự án sẽ kéo dài từ năm 2014 đến năm 2023. Tổng ngân sách cho dự án là 7.7 tỷ Yên (77 triệu đô la Mỹ). Số tiền hỗ trợ sẽ được dùng để chiêu mộ thêm các giảng viên người nước ngoài hoặc người Nhật nhưng tốt nghiệp ở các trường đại học nước ngoài. Các trường đại học tham gia dự án cũng sẽ thiết lập các chương trình cho cấp đại học, cung cấp hỗ trợ tài chính cho sinh viên và tuyển sinh viên quốc tế.
- Loại A—(Loại Top) Loại Top dành cho các trường đại học đẳng cấp thế giới, vốn có tiềm năng lọt vào danh sách 100 trường đại học tốt nhất thế giới. Chính phủ Nhật Bản sẽ cung cấp một khoản tiền hỗ trợ cho mỗi trường loại A 420 triệu Yên (4.2 triệu đô la Mỹ) hằng năm.[1]
- Loại B—(Loại Hướng đến toàn cầu hoá) Loại này dành cho các trường đại học cách tân, tiên phong trong việc quốc tế hoá trong xã hội Nhật Bản bằng các cải tiến liên tục. Mỗi trường loại B sẽ nhận được 170 triệu Yên (1.7 triệu đô la Mỹ) hằng năm từ chính phủ Nhật Bản.[1]

## Các trường đại học được lựa chọn
Bộ giáo dục Nhật Bản công bố danh sách 37 trường được lựa chọn cho Dự án Đại học toàn cầu vào tháng 9 năm 2014.

### Loại A (Loại Top)
- Đại học Quốc lập
  - Đại học Hokkaido
  - Đại học Tohoku
  - Đại học Tsukuba
  - Đại học Tokyo
  - Đại học Y khoa và Nha khoa Tokyo
  - Đại học Công nghệ Tokyo
  - Đại học Nagoya
  - Đại học Kyoto
  - Đại học Osaka
  - Đại học Hiroshima
  - Đại học Kyushu
- Đại học Tư thục
  - Đại học Keio
  - Đại học Waseda

### Loại B (Loại Hướng đến toàn cầu hoá)
- Đại học Quốc lập
  - Đại học Chiba
  - Đại học Ngoại ngữ Tokyo
  - Đại học Nghệ thuật Tokyo
  - Đại học Công nghệ Nagaoka
  - Đại học Kanazawa
  - Đại học Công nghệ Toyohashi
  - Đại học Công nghệ Kyoto
  - Đại học Khoa học và Công nghệ Nara
  - Đại học Okayama
  - Đại học Kumamoto
- Đại học Công lập
  - Đại học Quốc tế Akita
  - Đại học Aizu
- Đại học Tư thục
  - Đại học Công nghệ Shibaura
  - Đại học Sophia
  - Đại học Toyo
  - Đại học Hosei
  - Đại học Meiji
  - Đại học Rikkyo
  - Đại học Soka
  - Đại học Quốc tế Nhật Bản
  - Đại học Ritsumeikan
  - Đại học Kwansei Gakuin
  - Đại học Châu Á Thái Bình Dương Ritsumeikan